# Simon Dolan
Simon Dolan (né le 20 mai 1969  à Chelmsford, Angleterre) est un homme d'affaires, entrepreneur, et pilote automobile britannique, ayant bâti un solide empire financier à partir de sa société de comptabilité SJD Accountancy. Il est désormais également propriétaire d'entreprises actives dans des domaines variés tels que l'aviation, le textile, ou la course automobile (Jota Sport).

## Business et investissements
En 1996, il se lance en tant que comptable en indépendant, se vendant à travers des petites annonces dans les journaux. Vendeur dans l'âme, son autoentreprise a évolué petit à petit, grandissant par ce que Dolan qualifiera de « duplication », à savoir un recrutement de personnel basé sur les qualités et valeurs personnelles. Il a ainsi développé son activité dans plusieurs villes du Royaume-Uni avec succès.
En 2010, Dolan s'est rendu célèbre en investissant dans des start-ups via Twitter. Il a ainsi contribué à l'essor de la marque de vêtements féminins She Who Dares, le magazine médical Uncovered, ou encore le site musical Global Moguls. Ce procédé fructueux lui a valu le surnom de "Twitter Dragon".

## Carrière en sport automobile

### Jota Sport
En 2007, Simon Dolan reprend Jota Sport, une filiale de la société aéronautique Jota Aviation (dans laquelle il était investisseur), spécialisée dans le sport automobile. Jota Sport deviendra rapidement partenaire du constructeur de monoplaces Zytek, deviendra également un partenaire officiel d'Aston Martin en 2010 (roulant des Vantage GT4 en 2010, puis des Vantage GTE en 2011), ainsi que de Mazda Grande-Bretagne.
Dolan devient lui-même pilote automobile par la même occasion, et remporte les 24 heures de Spa 2010 en catégorie GT4.
En 2011, Dolan et Jota Sport participent pour la première fois aux 24 Heures du Mans sur Aston Martin Vantage GTE. Ils reviendront les deux années suivantes en LMP2 sur prototype Zytek.

Dolan acquiert rapidement et efficacement une expérience qui le sort très vite de la catégorie des « gentlemen drivers », tournant à quelques secondes seulement du pilote d'essai de McLaren Oliver Turvey et de son équipier aux 24 Heures du Mans 2013 et vainqueur des 24 Heures du Mans (en catégorie GT) 2000, 2002 et 2003, Lucas Luhr, ses équipiers lors de l'édition 2013. Des compétences qui se traduisent notamment par une victoire lors des 1 000 km de Silverstone 2013. Sa consécration survient aux 24 Heures du Mans 2014 qu'il remporte en catégorie LMP2, aux côtés d'Oliver Turvey et Harry Tincknell, auréolé d'une belle 5e place au classement général.
En 2016, JOTA Sport est engagé en WEC (Oreca 05) et en ELMS (Gibson 015S) sous la bannière du G-Drive Racing, pour qui elle assure la gestion technique.
En 2017, JOTA sera une nouvelle fois présente en WEC (avec la nouvelle Oreca 07), à nouveau dans le cadre d'une supervision technique : cette fois, celle de l'écurie DC Racing, la structure du pilote sino-américain David Cheng (qui avait précédemment collaboré avec Signatech Alpine).

### Résultats aux 24 heures du Mans
| Année | Équipe | Coéquipiers                   | Voiture                     | Catégorie | Tours | Pos. | Pos. Cat. |
| ----- | ------ | ----------------------------- | --------------------------- | --------- | ----- | ---- | --------- |
| 2011  | Jota   | Sam Hancock Chris Buncombe    | Aston Martin V8 Vantage GT2 | GTE Pro   | 74    | DNF  | DNF       |
| 2012  | Jota   | Sam Hancock Haruki Kurosawa   | Zytek Z11SN-Nissan          | LMP2      | 271   | DNF  | DNF       |
| 2013  | Jota   | Oliver Turvey Lucas Luhr      | Zytek Z11SN-Nissan          | LMP2      | 319   | 13e  | 7e        |
| 2014  | Jota   | Harry Tincknell Oliver Turvey | Zytek Z11SN-Nissan          | LMP2      | 356   | 5e   | 1re       |